# Reg Empey
Pour les articles homonymes, voir Empey.
Reginald Norman Morgan Empey, baron Empey, (né le 26 octobre 1947), mieux connu sous le nom de Reg Empey, est un homme politique unioniste d'Irlande du Nord, qui est le chef du Parti unioniste d'Ulster (UUP) de 2005 à 2010. Il est président du Parti unioniste d'Ulster de 2012 à 2019. Empey est également deux fois lord-maire de Belfast et membre de l'Assemblée d'Irlande du Nord (MLA) pour East Belfast de 1998 à 2011.

## Biographie

### Jeunesse
Reg Empey est né à West Belfast le 26 octobre 1947. Sa famille est commerçante et son oncle est le député unioniste de Stormont Ulster, Joseph Morgan. Empey fréquente la Hillcrest Preparatory School, Belfast, et la Royal School, Armagh, avant d'obtenir un diplôme en économie de l'Université Queen's de Belfast, où il étudie avec la future députée Bernadette Devlin. Après cela, il commence une carrière commerciale, en particulier dans la vente au détail. Son magasin de Royal Avenue, situé en face de la caserne de l'armée britannique, est détruit dans une explosion et pillé.
Il entre en politique pour la première fois à la fin des années 1960 lorsqu'il rejoint l'Ulster Young Unionist Council. Avec d'autres unionistes purs et durs, il part pour protester contre les réformes et devient l'un des premiers membres du Parti unioniste progressiste d'avant-garde, et président du parti en 1975, élu à la Convention constitutionnelle la même année. Lorsque Vanguard se sépare lors de la Convention constitutionnelle d'Irlande du Nord, Empey rejoint le groupe séparatiste qui forme le United Ulster Unionist Party, servant comme chef adjoint du parti de 1977 jusqu'à sa dissolution en 1984.

### Parti unioniste d'Ulster
Empey rejoint ensuite l'Ulster Unionist Party (UUP). Il est élu au conseil municipal de Belfast, et en tant que lord-maire en 1989-1990 et 1993-1994. Il est nommé Officier de l'Ordre de l'Empire britannique (OBE) lors des honneurs du Nouvel An de 1994 pour services rendus au gouvernement local.
Au cours de cette période, Empey construit une base politique à East Belfast, mais en 1995, il cherche à devenir le candidat des unionistes d'Ulster pour l'élection partielle de North Down. Il échoue pour l'investiture face à Alan McFarland.
Empey devient de plus en plus important au sein de l'UUP et est souvent membre de ses équipes de négociation tout au long des années 1990, la décennie où il devient responsable au sein du parti pour la première fois, et il est un allié clé de David Trimble, qui est chef du parti en 1995. Trimble a été chef adjoint de Vanguard dans les années qui ont suivi la division. En 1996, Empey est élu au Forum d'Irlande du Nord pour l'Est de Belfast et en 1998 et 2003, il est élu à l'Assemblée d'Irlande du Nord.

### Carrière exécutive
Lorsque l'exécutif d'Irlande du Nord est formé en 1999, Empey devient ministre de l'entreprise, du commerce et de l'investissement, détenant le portefeuille pendant toute la durée du gouvernement. En juin 2001, Trimble démissionne temporairement de son poste de Premier ministre d'Irlande du Nord et nomme Empey pour remplir les fonctions du poste pendant la période intérimaire jusqu'à ce que les désaccords entre les parties aient été résolus. Empey assume le rôle jusqu'en novembre de la même année. En 1999, Reg Empey est fait chevalier par la reine Élisabeth II.
Il est ministre de l'Emploi et de la Formation de 2007 à 2010.

### Leadership
En 2005, Trimble démissionne de son poste de chef à la suite d'un score désastreux de l'UUP aux élections générales de 2005. Empey se présente au scrutin pour lui succéder et le 24 juin 2005, est élu. Son principal adversaire est Alan McFarland, contre qui il a perdu l'investiture aux élections partielles dix ans plus tôt.
Il est un négociateur syndicaliste senior d'Ulster pour l'Accord du Vendredi Saint.
Lors des élections générales de 2010, Empey se présente pour le siège du sud d'Antrim, mais est battu par le titulaire William McCrea pour le DUP.
Le 15 mai 2010, Empey annonce qu'il se retirerait fin 2010 de son poste de chef du Parti unioniste d'Ulster.
Le 19 novembre 2010, il est créé pair à vie et siège en tant que conservateur à la Chambre des lords. Le 15 janvier 2011, il est créé baron Empey, de Shandon dans la ville et l'arrondissement de Belfast, et prend son siège présenté par Lord Trimble et Lord Rogan.
En tant que partisan du Brexit, il vote en faveur du déclenchement de l'article 50 en 2017.

### Vie privée
Reg et Stella Empey ont deux enfants. Empey est membre de l'Ordre d'Orange, sa loge étant Eldon LOL 7, dans le district de Belfast.